# Подъяковлево (Новосильский район)

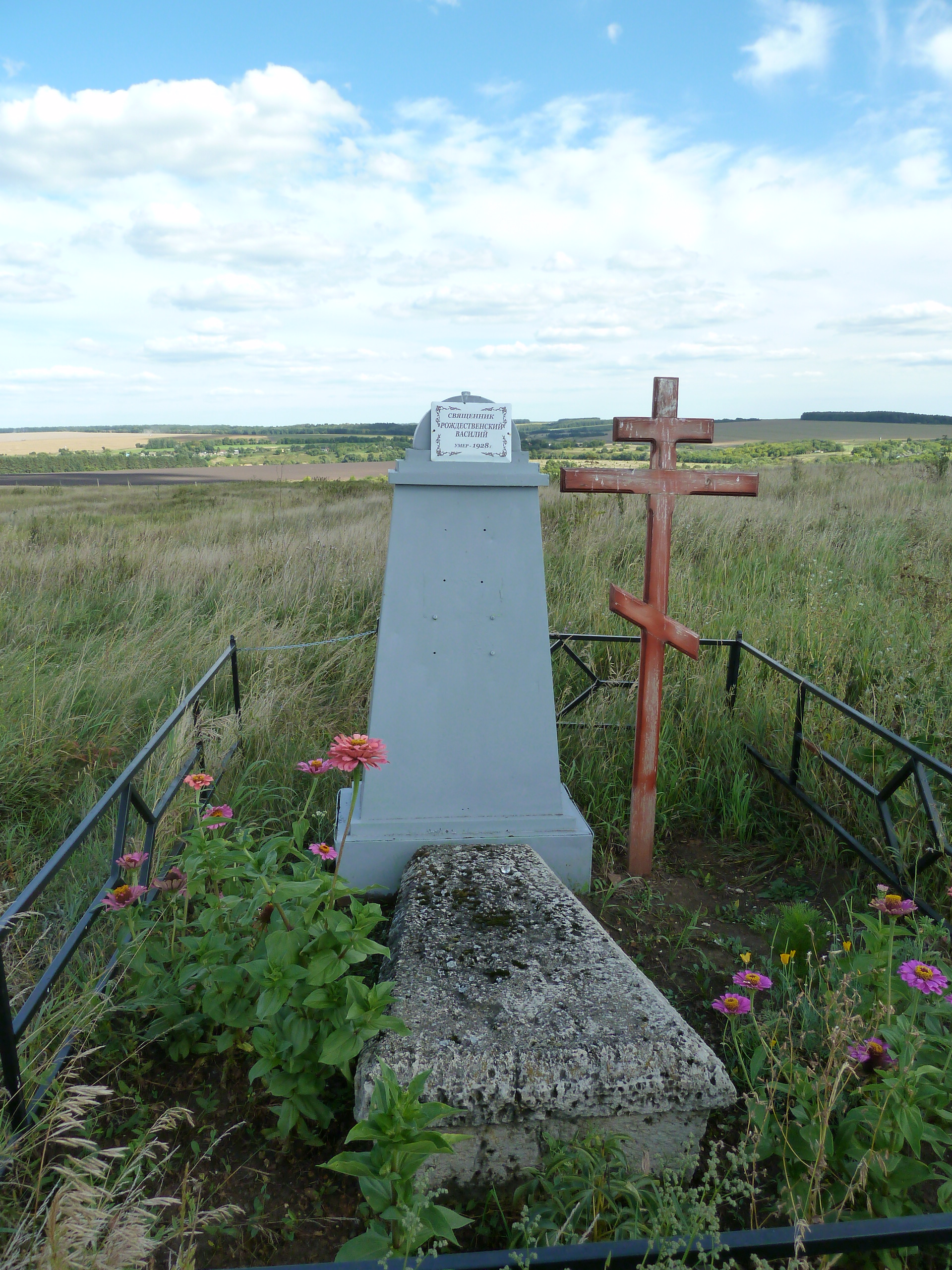
На этом месте (ныне не сущ. посёлке Горка, около Подъяковлево) стояла Яковлевская церковь во имя Воздвижения Животворящего Креста Господня с приделом Святого Чудотворца Николая.

Подъя́ковлево — деревня в  Новосильском районе  Орловской области. Входит в Голунское сельское поселение.

## География
Расположена на левом берегу в крутой излучине реки Зуша. В 3 км от административного центра села Голунь.

## История
Деревня получила своё название от образованного напротив (через речку) на высокой горе поселения Яковлева, которое упоминается в Дозорной книге Новосильского уезда за 1614-1615 гг. как Вышняя Яковлева и деревня Нижняя Яковлева. Впоследствии закрепилось общее название Подъяковлево. Приставка Под — означает около, рядом. В данном случае под горой от Яковлева поселения, которое стало селом предположительно в конце XVII века. Административного деления на село и деревню не было. Существовало общее название село Подъяковлево. На месте храма в Советское время было образовано поселение с новым названием Горка. Так как и церкви и села уже давно нет, то в настоящее время статус поселения —  деревня.
В 1918 году в Подъяковлевской школе работал учителем в будущем прославленный Маршал Советского Союза Василевский А. М.

## Население
| 1857 | 1859 | 1915  | 2010 |
| ---- | ---- | ----- | ---- |
| 675  | ↗754 | ↗1048 | ↘52  |

## Ссылка
- Карта Орловской области. Орловская область - подробная топографическая карта масштаба 1см:2км. http://map-1.ru/map1149604_1_3.htm